# 타이타늄산
티탄산(화학식:[TiOx(OH)4-2x]n)은 타이타늄,수소와 산소의 화합물 계열에 대한 통칭이다.